# Marija Petrova (ginnasta)
Marija Petrova (in bulgaro Мария Петрова?; Plovdiv, 13 novembre 1975) è una ginnasta bulgara tre volte campionessa del mondo all-around (Alicante 1993, Parigi 1994, Vienna 1995), due volte campionessa europea all-around (Stoccarda 1992, Salonicco 1994), vincitrice della coppa d'Europa (Malaga 1993).
Ha partecipato a due edizioni dei Giochi olimpici, Barcellona 1992 e Atlanta 1996, posizionandosi in entrambi i casi quinta nel all-around. Dopo il ritiro dall'attività agonistica è diventata un giudice della ginnastica ritmica.
Nel 1998 ha sposato il calciatore Borislav Mihajlov.

## Palmarès
- Campionati mondiali di ginnastica ritmica

Atene 1991: argento nella gara a squadre.
Bruxelles 1992: argento nell'all-around, nella palla e nelle clavette; bronzo nel cerchio.
Alicante 1993: oro nell'all-around, nel cerchio, nella palla, nel nastro e nella gara a squadre; bronzo nelle clavette.
Parigi 1994: oro nell'all-around e nel cerchio, argento nelle clavette e nel nastro, bronzo nella palla.
Vienna 1995: oro nell'all-around e nelle clavette, argento nella fune e nella gara a squadre.
Budapest 1996: argento nella palla, bronzo nelle clavette.
- Campionati europei di ginnastica ritmica

Stoccarda 1992: oro nell'all-around e nella gara a squadre, bronzo nella fune.
Salonicco 1994: oro nell'all-around, argento nel cerchio, bronzo nella palla e nella gara a squadre.
- Universiadi

Fukuoka 1995: oro nell'all-around, nella fune, nella palla, nelle clavette e nel nastro.